# Cameroun occidental (État)
1961–1972
Entités précédentes :
- Cameroun britannique (Cameroun méridional)

Entités suivantes :
- Région du Nord-Ouest
- Région du Sud-Ouest

Le Cameroun occidental (en anglais : West Cameroon) était un État de la République fédérale du Cameroun qui a existé entre 1961 et 1972. Il est créé le 1er octobre 1961 lorsque l'ancien Cameroun méridional, la partie sud du Cameroun britannique est intégré à la République du Cameroun pour former la République fédérale du Cameroun. Il est aboli le 2 juin 1972 lorsque le Cameroun devient un État unitaire. La région fait aujourd'hui partie de la région du Nord-Ouest et de la région du Sud-Ouest du Cameroun.

## Histoire
L'Empire allemand établi le protectorat du Kamerun en août 1884. À la fin de la Première Guerre mondiale, le traité de Versailles divise le Kamerun allemand entre la France et le Royaume-Uni, et ce qui allait devenir le Cameroun occidental est devenu la région méridionale du Cameroun sous administration britannique.
Dans le cadre du processus de décolonisation, les électeurs sont invités, lors d'un référendum organisé en 1961, à choisir entre le Nigeria et le Cameroun. La majorité des électeurs ayant choisi de rejoindre le Cameroun, le Cameroun méridional sous administration britannique est intégré à la République du Cameroun, qui a obtenu son indépendance de la France l'année précédente, pour former la République fédérale du Cameroun. Le Cameroun occidental devait jouir d'une autonomie au sein de la fédération, avec sa propre législature et son propre gouvernement régional.
À la suite d'un référendum organisé le 20 mai 1972, une nouvelle constitution entre en vigueur le 2 juin 1972, qui reconstitue le Cameroun en tant qu'État unitaire. Le Cameroun occidental est aboli et remplacé par deux régions, la région du Nord-Ouest et la région du Sud-Ouest.
Un mouvement séparatiste, qui cherche à établir un État indépendant, connu sous le nom d'Ambazonie, existe dans la région, ce qui donne lieu à un conflit armé qui éclate en 2017.

## Gouvernance
La constitution du Cameroun occidental confère à la région son propre corps législatif, son gouvernement régional dirigé par un Premier ministre, sa fonction publique et ses forces de police. La constitution fédérale donne aux institutions du Cameroun occidental des compétences exécutives et législatives dans tous les domaines qui ne sont pas spécifiquement réservés au gouvernement fédéral,.

### Exécutif
Le pouvoir exécutif est confié à un Conseil exécutif (cabinet) composé de 7 à 11 ministres et dirigé par un Premier ministre.

#### Premiers ministres
- John Ngu Foncha (1961-1965)
- Augustine Ngom Jua (1965-1966/1966-1968)
- Salomon Tandeng Muna (1968-1972)

### Législatif

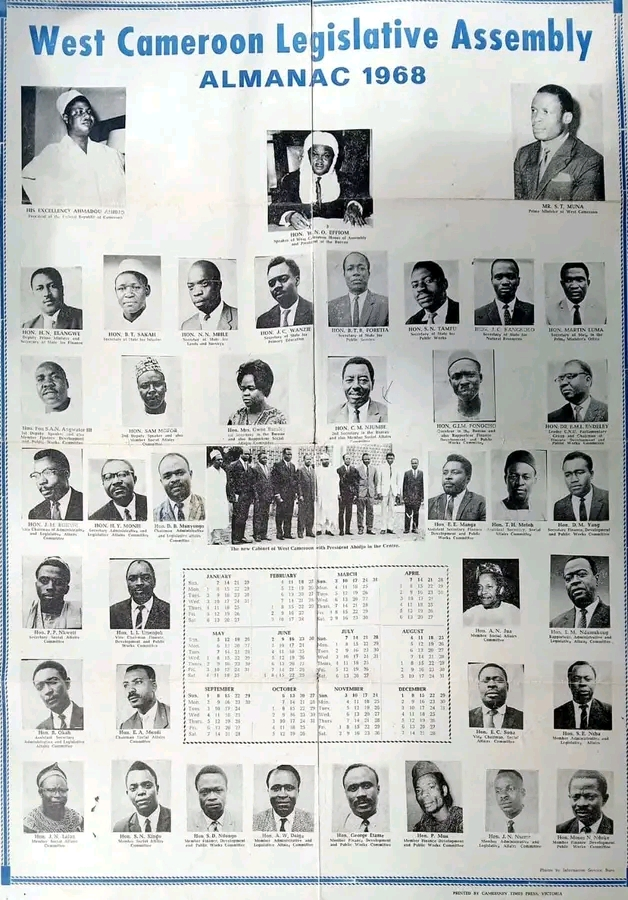
L'Assemblée législative du Cameroun occidental en 1968.

La législature du Cameroun occidental est bicamérale, composée d'une Chambre d'assemblée de 37 membres comme chambre basse et d'une Chambre des chefs comme chambre haute.

#### Présidents de la Chambre d'assemblée
- Paul Monyonge Kale (1962-1966)
- Willie Ndep Orock Effiom (1968-1972)